# Krystyna Radzikowska
Krystyna Radzikowska, nata Krystyna Hołuj (Lviv, 5 febbraio 1931 – 29 novembre 2006), è stata una scacchista polacca.
Ottenne il titolo di Grande Maestro Femminile nel 1984. 
Nel periodo 1951-1969 vinse per nove volte il Campionato polacco femminile (record del campionato).
Dal 1957 al 1972 ha partecipato con la Polonia a 5 olimpiadi femminili, realizzando 9 /11 in prima scacchiera alle Olimpiadi di Emmen 1957 (medaglia d'oro individuale).
Nel 1995 la FIDE le ha assegnato anche il titolo di Maestro Internazionale nel gioco per corrispondenza.
Laureata in ingegneria al Politecnico della Slesia, ha lavorato per molti anni in uno studio di ingegneria di Gliwice.